# Рябинник (остров)
Рябинник — остров в северо-восточной части Финского залива, административно подчинённый Выборгскому району Ленинградской области России. Расположен в 2,5 км к юго-западу от материка. Ближайшая к Рябиннику суша — безымянный островок в километре к северо-западу от него, самым же близким поименованным островом к Рябиннику является остров Талскери.
На Рябиннике размещается створный маяк, передняя часть которого представляет собою 15-метровую решётчатую башню красного цвета, а задняя — такую же башню, но высотой в 37 м. Фокальная плоскость передней части находится на высоте 16 м (белая вспышка длиною в секунду через каждую секунду), задней — 47 м (двухсекундный белый свет через каждые 2 сек). Задняя башня отстоит от передней на 3,1 км в направлении на юго-запад-запад. Обе башни несут на себе одинаковые дневные метки: белые с вертикальной чёрной полосой.
Рябинник перешёл от Швеции к России в 1721 г. по Ништадтскому миру. В 1920—1940 гг. принадлежала Финляндии. Остров решено включить в состав 4 участка Ингерманландского заповедника.